# Podosice
Podosice lub Podosicze – przełęcz i polana w Pieninach Czorsztyńskich pomiędzy Macelową Góra (800 m) a Cyrlową Skałką (816 m). Nazwa pochodzi od tego, że mieszkańcy Sromowiec Wyżnych nazywają Macelową Górę Osicami. Po drugiej stronie przełęczy, na jej zachodnich stokach i niżej, znajduje się druga polana – Zaosice.
Przełęcz znajduje się na wysokości 685 m w granicach wsi Sromowce Niżne w województwie małopolskim, w powiecie nowotarskim, w gminie Czorsztyn. Polana opada do Wąwozu Górczyńskiego (Macelowego Wąwozu). Nie prowadzi tędy żaden szlak turystyczny, a cały ten rejon znajduje się na obszarze Pienińskiego Parku Narodowego. Polana jest jednak wypasana przez miejscową ludność.